# اتحاد شرق إفريقيا
اتحاد شرق إفريقيا (بالسواحلية : Shirikisho la Afrika Mashariki) هو اتحاد سياسي مقترح كدولة اتحادية واحدة ذات سيادة من الدول السبع ذات السيادة في شرق إفريقيا في منطقة البحيرات الكبرى الإفريقية - بوروندي وجمهورية الكونغو الديمقراطية وكينيا ورواندا وجنوب السودان وتنزانيا وأوغندا. كانت فكرة هذا الاتحاد موجودة منذ أوائل الستينيات لكنها لم تتحقق بعد لعدة أسباب. في سبتمبر 2018 شكلت لجنة لبدء عملية وضع دستور إقليمي، وكان من المقرر إعداد مسودة دستور للاتحاد بحلول نهاية عام 2021 على أن يبدأ التنفيذ في عام 2023.
بالرغم من أن اتحاد شرق إفريقيا لم يشكل بعد، فقد اتخذت العديد من المبادرات لدفع هذا الهدف إلى الأمام. توجد بالفعل مؤسسات وهيئات إدارية للتوحيد المستقبلي لهذه الدول، حيث يعمل مندوبون من جميع الدول المنتسبة معًا لتحقيق هذا الهدف المشترك.
إن الدول السبع الموحدة داخل مجتمع شرق إفريقيا يشوبها الفساد السياسي والدول المتسلطة ويعيقها عدم التوافق من حيث اللغة والانقسامات العرقية. تأمل المنطقة في التغلب على هذه الحواجز لجني الفوائد الاقتصادية التي يمكن أن يقدمها الاتحاد لهذا العدد الهائل والمتزايد من السكان.

## الخصائص
سيصبح اتحاد شرق إفريقيا أكبر دولة في قارة إفريقيا وسابع أكبر دولة في العالم بمساحة 4،812،618 كيلومتر مربع (1،858،162 ميل مربع). ستمتد الدولة من المحيط الهندي إلى المحيط الأطلسي عبر القارة. بلغ عدد سكانها اعتبارًا من مارس 2022 ما يقارب 312362.653 نسمة، أي أنها ستكون الدولة الأكثر اكتظاظًا بالسكان في إفريقيا ورابع أكبر دولة من حيث عدد السكان في العالم، وسيفوق عدد سكانها عدد سكان روسيا واليابان والبرازيل والمكسيك وإندونيسيا، وستحل في المرتبة الرابعة عالميًا بعد الصين والهند والولايات المتحدة.
اقترحت اللغة السواحيلية لتكون اللغة الرسمية المشتركة. ستصبح كينشاسا المدينة الأكثر اكتظاظًا بالسكان في الاتحاد المقترح حسب حدود المدينة والمنطقة الحضرية، وستحل في المرتبة الثانية مدينة دار السلام من حيث عدد السكان داخل حدود المدينة، ونيروبي في المرتبة الثانية من حيث عدد السكان في منطقة العاصمة. العاصمة المقترحة هي أروشا وهي مدينة في تنزانيا قريبة من الحدود الكينية، وهي أيضًا المقر الحالي لمجموعة شرق إفريقيا. حاليًا يعيش 22 ٪ من السكان داخل هذه المناطق في المناطق الحضرية.
ستكون العملة المقترحة للاتحاد هي شلن شرق إفريقيا، والتي وفقًا لتقرير منشور عام 2013 من المقرر أن تصبح العملة المشتركة لخمسة من الدول الأعضاء السبعة بحلول عام 2023. تقدير الناتج المحلي الإجمالي (الاسمي) سيكون 240 مليار دولار أمريكي مما يجعلها في المرتبة 34 كأكبر سوق في العالم ورابع أكبر سوق في إفريقيا بعد نيجيريا ومصر وجنوب إفريقيا. يقدر نصيب الفرد من الناتج المحلي الإجمالي (PPP) بحوالي 800 دولار أمريكي مما يضع اتحاد شرق إفريقيا في المرتبة 156على مستوى العالم.
يشغل رئيس كينيا أوهورو كينياتا منذ عام 2013 منصب رئيس قمة مجتمعات شرق إفريقيا. أما بيتي ماينا عضو مجلس الوزراء في كينيا والمكلف بصفته وزير التصنيع والتجارة وتنمية المشاريع في كينيا هو القائم بأعمال رئيس المجلس الحالي. الدكتور بيتر ماتوكو ماتوكي هو القائم بأعمال الأمين العام الحالي لمجموعة شرق إفريقيا والذي تولى المنصب في 25 أبريل 2021 بعد سنوات من العمل في مجلس الأعمال لشرق إفريقيا.